# Bernhard Hohlbein
Bernhard Hohlbein (* 1954 in Lippstadt) ist ein deutscher Jurist.

## Leben
Er studierte Jura an der Universität Münster (Schwerpunkt IPR / IWR, erstes Staatsexamen). Nach der Promotion 1980 mit einer rechtsvergleichenden Arbeit zum Deliktsrecht in Münster und dem Referendariat mit Wahlstage bei RA in Paris (zweites Staatsexamen) ist er seit 1998 Lehrstuhlinhaber des Lehrstuhls für Bürgerliches Recht, Rechtsvergleichung sowie internationales Privat- und Verfahrensrecht an der FH Lüneburg, FB Wirtschaftsrecht / Leuphana Universität Lüneburg, IfWR, Law School.

## Schriften (Auswahl)
- Die neuere Entwicklung des niederländischen außervertraglichen Haftungsrechts. Münster 1981, OCLC 1037675968.
- mit Heinrich Degenhart und Thomas Schomerus (Hrsg.): Recht, Finanzierung und Versicherung von Photovoltaikanlagen. Baden-Baden 2012, ISBN 3-8487-0011-5.